# فرودگاه صحرایی ایسالمی
فرودگاه صحرایی ایسالمی (به انگلیسی: Iisalmi Airfield) (به زبان بومی: Iisalmen lentokenttä) یک فرودگاه است که یک باند فرود آسفالت دارد و طول باند آن ۶۶۰ متر است. این فرودگاه در شهر ایسالمی کشور فنلاند قرار دارد و در ارتفاع ۱۱۷ متری از سطح دریا واقع شده‌است.